# Опухоль кости

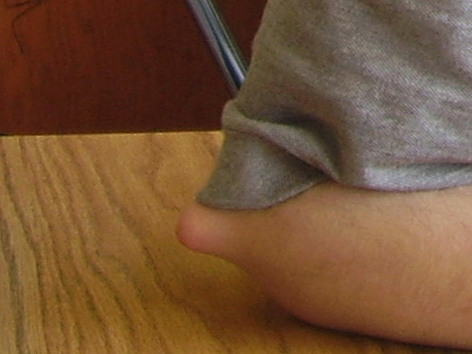
Опухоль кости руки

Опухоль кости — собирательный термин, использующийся по отношению и к доброкачественным, и к злокачественным новообразованиям в костях, но чаще — по отношению к первичным опухолям кости, таким, как остеосаркома или остеома. Реже этот термин используется по отношению к вторичным, метастатическим опухолям костей (например, метастазы нейробластомы, рака простаты и др.). Неправильное название: рак кости.

## Характеристики
Больные отмечают боли, нарушение или ограничение функции. Может возникнуть отёк мягких тканей в зоне поражения, иногда наблюдается повышение местной температуры тканей или усиление подкожного сосудистого рисунка. Новообразования костей чаще развиваются во втором-третьем десятилетии жизни.
Средний возраст больных при выявлении данной патологии составляет 49,7 года (47,3 года для мужчин и 50,8 года для женщин).
Злокачественные первичные опухоли костей — редкое заболевание, которое встречаются примерно у 10 мужчин и 6-7 женщин на 1 000 000 населения.

## Диагностика и лечение
Доброкачественные опухоли составляют до 50 % случаев. Они протекают относительно благоприятно и часто бывают случайной находкой при рентгенологическом обследовании.
При наличии у больного рентгенологических признаков очагов деструкции костей проводится обследование:
- биохимическое исследование крови, мочи;
- пункционную трепанобиопсию или открытую биопсию;
- КТ, МРТ и, в некоторых случаях УЗИ[4].

В основном лечение доброкачественных образований костей скелета сводится к хирургическому вмешательству. В запущенных случаях или при агрессивном течении доброкачественного процесса в костях возникает необходимость резекции суставного конца длинной кости.

## Доброкачественные опухоли кости
- Хондрома
- Остеоид-остеома
- Остеома
- Остеобластома
- Остеохондрома

## Злокачественные опухоли кости
- Остеогенная саркома
- Паростальная саркома
- Саркома Юинга
- Хондросаркома